# Chechło Pierwsze
Chechło Pierwsze – wieś w Polsce położona w województwie łódzkim, w powiecie pabianickim, w gminie Dobroń.
W latach 1975–1998 miejscowość administracyjnie należała do województwa sieradzkiego.
Wieś położona wzdłuż drogi wojewódzkiej nr 482 i linii kolejowej między Pabianicami i Łaskiem. Od północnego wschodu graniczy z Pabianicami, a od zachodu i południa z Chechłem Drugim.
W 2011 roku liczba ludności we wsi Chechło Pierwsze wynosiła 1029. 

## Historia
Nazwa "chechło" w dawnym języku polskim oznaczała mokradła, niskie i mokre tereny. Pierwsze wzmianki o Chechle pochodzą z 1398 roku. Opisano wtedy pola folwarczne wsi Dobroń między Pabianicami a Łaskiem. Wspomniany teren stanowił uposażenie kościoła w Pabianicach oraz Kapituły Krakowskiej. Kanonik krakowski i administrator dóbr pabianickich Jan Dobrzański 11 września 1784 roku wydał dokument o założeniu Kolonii Chechło. Ponieważ był to obszar trudny do zagospodarowania, dlatego z zachodniej Wielkopolski sprowadzono osadników olęderskich. Dlatego też, w początkowym okresie równolegle funkcjonowały nazwy Chechło i Olędry.
Podczas drugiej wojny światowej 7 września 1939 roku 72 pułk piechoty im.płk. Dionizego Czachowskiego Wojska Polskiego toczył pod wsią walki z wojskiem niemieckim. W związku z tym w Chechle Drugim stanął w latach 70. obelisk z tablicą ku pamięci poległych w walce żołnierzy polskich.